# Bernd Mayländer

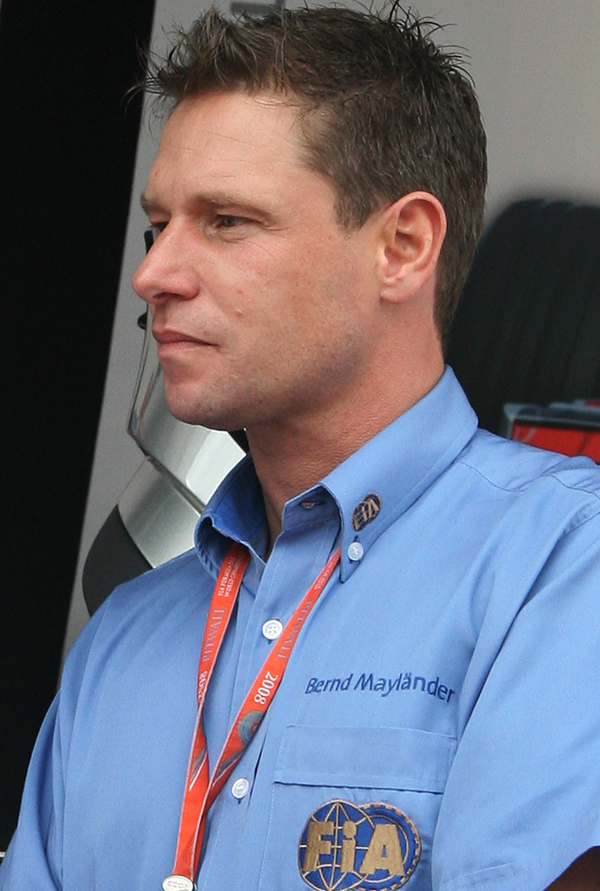
Bernd Mayländer (2008)

Bernd Mayländer (Waiblingen, 29 mei 1971) is een Duits autocoureur. Hij begon zijn loopbaan in het karten en ging daarna de autosport in. In 2000 was hij winnaar van de 24 uur van de Nürburgring. Datzelfde jaar werd hij safety car-bestuurder in de Formule 1.

## Racecarrière
Mayländer begon zijn loopbaan in het karten aan het eind van de jaren 80. In de jaren daarna kwam hij uit in de Formule Ford, de Porsche Carrera Cup en de DTM-klasse.

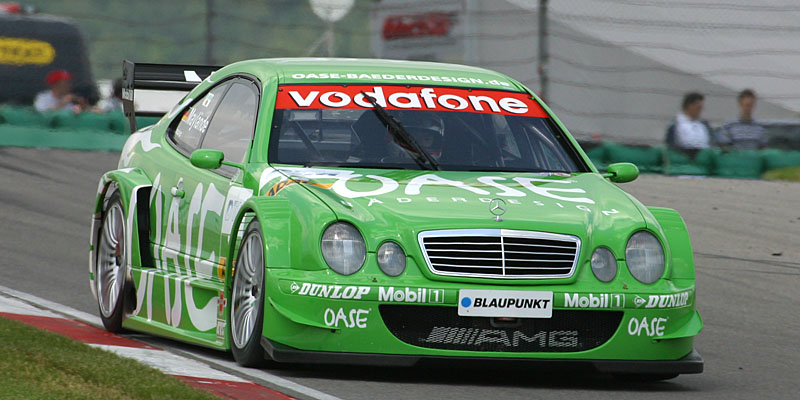
Bernd Mayländer in juni 2002

In 2000 won hij de 24 uur van de Nürburgring in een Porsche 911 GT3-R. Tussen 2001 en 2004 reed hij voor Mercedes-Benz in de DTM-klasse waarbij hij een overwinning behaalde, op de Hockenheimring in 2001. In 2004 beëindigde hij zijn carrière als racer.
In 1999 werd hij safety car-bestuurder in de Formule 3000. Een jaar later stapte hij echter over naar de Formule 1, waar hij als safety car-bestuurder zo’n 1300 rondes op kop van het deelnemersveld heeft gereden.